# Elke Sommer
Elke Sommer (eredeti neve: Elke Schletz) (Berlin, 1940. november 5. –) Golden Globe-díjas német színésznő.

## Élete
Elke Sommer 1940. november 5-én született Berlinben Friedrich és Renate Schletz gyermekeként.
1958-ban szépségversenyt nyer Olaszországban, ezután filmezni kezdett. 1961 óta Hollywoodban él.

## Magánélete
1964-1981 között Joe Hyams volt a férje. 1993-ban Wolf Walther lett a férje, akivel azóta is együtt él.

## Filmjei
- Emberek és nemesemberek (1959)
- A halálhajó (1959)
- Lámpaláz (1960)
- Himmel, Ámor és a cérna (1960)
- Femmine di lusso (1960)
- Imádni való szélhámosnő (1961)
- Csendes erőszak (1961)
- A lány és az államügyész (1962)
- Café Oriental (1962)
- A díj (1963)
- A nyerők (1963)
- Felügyelő életveszélyben (1964)
- Keselyűk karmaiban (1964)
- Tíz kicsi indián (1965)
- Cicababák (1965)
- Gyilkosabb, mint a férfi (1966)
- Az Oscar-díj (1966)
- Bocs, téves kapcsolás! (1966)
- A hat legyőzhetetlen (1968)
- The wrecking crew (1968)
- A Zeppelin (1971)
- Folytassa az ásatást! (1975)
- A svájci összeesküvés (1977)
- Királyi zűr (1979)
- A kincskeresők (1979)
- Dupla McGuffin (1979)
- Exit Sunset Boulevard (1980)
- A Harmadik Birodalomban (1982)
- Játszani kell (1984)
- A halál köve (1986)
- Anasztázia (1986)
- Nagy Péter (1986)
- Hadsereg (1991)
- Kezet nyújt a halál (1992)
- Dangerous Cargo (1996)
- Alles nur Tarnung (1996)
- Flashback – Mörderische Ferien (2000)
- Nem velünk (2000)